# Suthep Wongkamhaeng

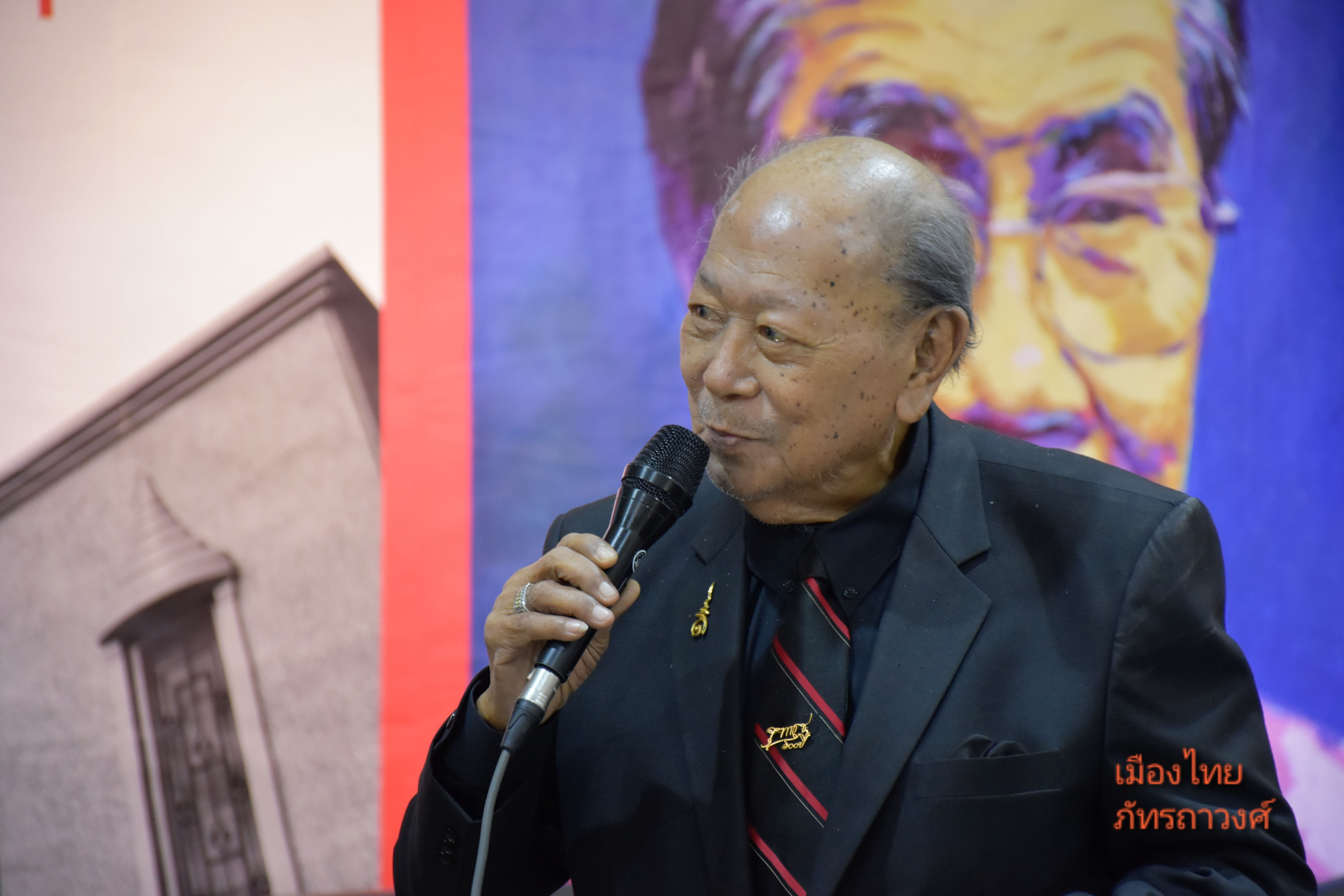
Suthep Wongkamhaeng en 2009

Suthep Wongkamhaeng (thaï : สุเทพ วงศ์กำแหง), né le 12 mai 1934 dans le district de Sung Noen, province de Nakhon Ratchasima (Isan) et mort à l'âge de 85 ans le 27 février 2020 à Bangkok, est un acteur et surtout un des plus célèbres chanteurs de Luk krung (ลูกกรุง). Il est surnommé นักร้องเสียงขยี้แพรบนฟองเบียร์, le chanteur à la voix soyeuse comme de la mousse de bière,.

## Biographie
Suthep Wongkamhaeng étudie jusqu'au baccalauréat (Mathayom 6), de longues études pour son époque, puis il va à Bangkok et poursuit ses études à l'académie des arts de Poh Chang.
En 1954, à l'âge de 19 ans, il connaît déjà la célébrité en chantant รักคุณเข้าแล้ว (Rak Khun Khao Laeo, Falling in Love with You).
En 1955, il fait son service national dans l'armée de terre où il est chanteur dans the band of the Royal Thai Air Force.
Durant toute sa longue carrière, il chante et enregistre près de 5 000 chansons.
On peut citer parmi ses plus célèbres chansons รักคุณเข้าแล้ว (Rak Khun Khao Laew, I have already love), ลูกกำพร้า (Luk Kamphra, Orphan, L'orphelin), ใจพี่  (Jai Pi, My Heart, Mon cœur), ผิดทางรัก (Phit Thang Rak, Wrong Way to Love, Erreur sur le chemin de l'Amour), เธออยู่ไหน (Ter Yu Nai, Où es-tu ?), เย้ยฟ้าท้าดิน, ป่าลั่น, บทเรียนก่อนวิวาห์ (Botrian Korn Winna, Lesson Before the Weeding, Leçon avant le mariage) et เสน่หา.
Suthep Wongkamhaeng est aussi acteur. Son plus célèbre film est Dark Heaven (thaï : สวรรค์มืด/Sawan mued), un long métrage en couleur avec bande son de 1958 réalisé par Rattana Pestonji : c'est l'acteur principal et une des actrices est Pensri Pomchoosri (thai: เพ็ญศรี พุ่มชูศรี), une des plus célèbres chanteuses de Luk krung (A noter : ce film a été diffusé gratuitement sur la plateforme Henri de la Cinémathèque Française en version originale avec sous-titrage français du mois de mai 2021 jusqu'au 28 septembre 2021). Il joue aussi par exemple un petit rôle dans le film Money Money Money, film de 1965 où Mitr Chaibancha est l'acteur principal. Ses chansons sont présentes dans 28 bandes-son de films.